# Aquella noche
"Aquella Noche" é uma canção interpretada pela atriz e cantora mexicana Lucero. Foi lançado como o terceiro single do álbum Más Enamorada con Banda em 27 de Abril de 2018.

## Informações
"Aquella Noche" é uma canção do gênero banda que dura três minutos e dezoito segundos e foi escrita por Isabel del Carmen Armenta Ortíz. É outra canção inédita que a artista gravou para o álbum.

## Lançamentos
Assim como o segundo single de Más Enamorada con Banda, "Ven Devórame Ora Vez", "Aquella Noche" foi lançado sem alarde pela cantora no dia 27 de Abril de 2018 em download digital e nas rádios.

## Interpretações ao vivo
Lucero interpretou a canção pela primeira vez durante a coletiva de imprensa da divulgação de Más Enamorada con Banda, no Centro Cultural Roberto Cantoral na Cidade do México, em 8 de Fevereiro de 2018.

## Videoclipe
O videoclipe de "Aquella Noche" foi lançado no dia 26 de Abril de 2018, através do canal VEVO oficial da artista. Foi gravado durante sua coletiva de imprensa da divulgação de Más Enamorada con Banda, no Centro Cultural Roberto Cantoral.

## Formato e duração
- Download digital / streaming

1. "Aquella Noche" – 3:18

## Histórico de lançamentos
| País   | Data                | Formatos                   | Gravadora                               |
| ------ | ------------------- | -------------------------- | --------------------------------------- |
| México | 27 de Abril de 2018 | Download digital streaming | Fonovisa Records Universal Music Latino |